# Carmine Galante
Carmine Galante (21 de fevereiro de 1910 — 12 de julho de 1979) foi um mafioso estadunidense e chefe da Família Bonanno nos anos de 1974 a 1979. Era visto sempre com um charuto na boca, por esta razão seu apelido era Cigar. O seu assassinato teria sido requisitado por Philip Rastelli e Joseph Massino, com o consentimento dos chefões das Cinco Famílias, devido a sua conexão com o tráfico de drogas, algo estritamente proibido pela máfia americana.